# Malakoni
Malakoni is een bestuurslaag in het regentschap Bengkulu Utara van de provincie Bengkulu, Indonesië. Malakoni telt 255 inwoners (volkstelling 2010).